# SPT-CL J2106-5844
SPT-CL J2106-5844 è un ammasso di galassie, localizzato nella costellazione dell'Indiano, la cui luce ha impiegato 7,5 miliardi di anni per giungere fino alla Terra. Fu scoperto da astronomi del South Pole Telescope Collaboration impiegando il South Pole Telescope.
Con una massa di circa 1.27 × 1015 masse solari (cioè un migliaio di volte quella della Via Lattea), è il più massiccio e remoto oggetto conosciuto, superando del 60% il record detenuto da un altro ammasso, SPT-CL J0546-5345, scoperto nel 2008. Si stima che SPT-CL J2106-5844 sia costituito da un insieme di 1200-2000 galassie.
SPT-CL J2106-5844 ha un redshift di z=1.132.